# Handleyomys saturatior
Handleyomys saturatior es una especie de roedor de la familia Cricetidae.

## Distribución geográfica
Se encuentra en Belice, El Salvador, Guatemala, Honduras, México y Nicaragua en elevaciones desde 750 hasta 2.500 m. 